# Харсаим
Харсаим — посёлок в  Приуральском районе Ямало-Ненецкого автономного округа России. 

## География
Расположен на полпути между Салехардом и Аксаркой на высоком правом берегу Оби.

## Население
| 1989 | 2002 | 2010 | 2021 |
| ---- | ---- | ---- | ---- |
| 470  | ↗554 | ↗575 | ↗641 |

В посёлке проживают представители 8 национальностей: ханты, коми, ненцы, русские, украинцы, татары, молдаване. По численности больше хантов и коми. В школе 173 учащихся, имеется школа-интернат семейного типа.

## Название
Харсаим — «Селение между двух ручьёв».

## История
Основан в 1937 году.
С 2005 до 2021 гг. входил в состав Аксарковского сельского поселения, упразднённого в 2021 году в связи с преобразованием муниципального района в муниципальный округ.